# 숲의 층상구조

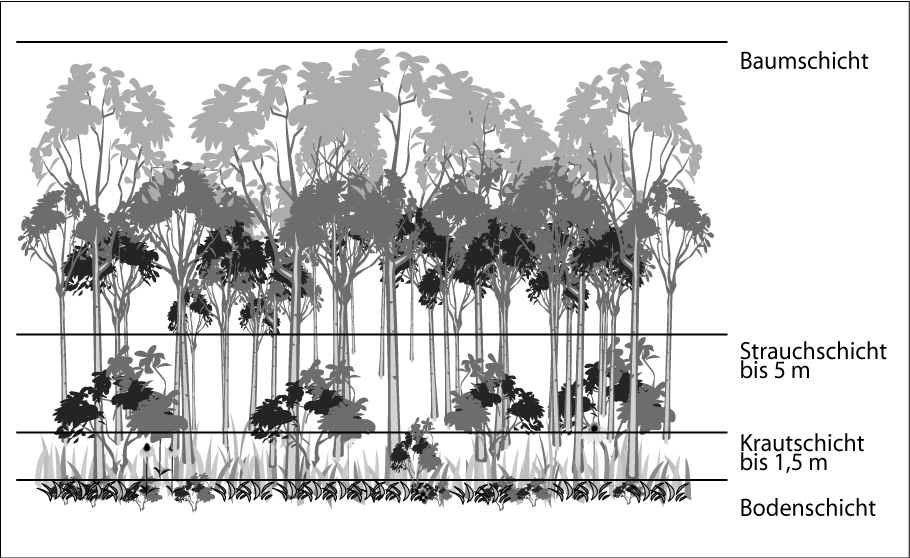
위에서부터 순서대로 교목층, 관목층, 초본층, 임상층.

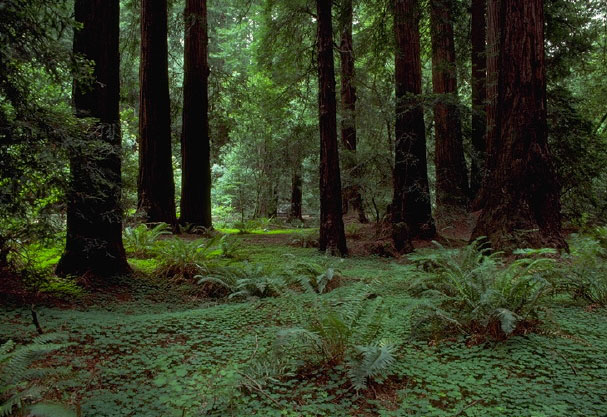
임관층, 관목층, 초본층의 구분이 잘 발달한 숲(뮤어우즈 국립기념물의 세쿼이아 숲).

숲의 층상구조(stratification)는 식물이 자생하는 높이에 의해 이루어지며, 각 층에는 서로 다른 동식물들이 서식한다.
일반적으로 임상층, 초본층, 관목층, 교목층으로 구분되고, 각 층에서 세부 층이 분류될 수 있다. 어느 식물이 어느 층에 속하는지는 광합성 기관(주로 잎)이 발견되는 높이에 따라 정해진다. 저층에는 상층 식물의 줄기가 포함된다. 한 층의 식물들은 특히 그 생활양식과 뿌리 분포가 비슷한 식물들끼리 밀접하게 상호작용하면서 공간, 빛, 물, 영양분을 경쟁한다. 식물의 층상구조는 오랜 기간에 걸친 적응과 자연선택의 결과물이며, 층상구조가 뚜렷하게 나타나는 숲은 매우 안정적인 생태계다. 하지만 모든 안정적인 생태계가 층상구조인 것은 아니다. 비층상적이면서 안정적인 갈대밭 같은 생태계도 있다. 층상구조의 각 층은 서로 관계되어 있으며, 적어도 부분적으로 상호의존적이다.
- 교목층(tree layer): 5미터 이상의 정공식물들로 이루어진 층이다. 그 두께가 45 미터에 달하는 것도 있다. 이 층에 포함된 식물, 즉 교목은 높이가 다양하며, 서로 다른 교목들에 의해 크고 작은 수관이 형성된다. 교목층의 밀도는 숲 하층에 도달하는 태양광과 빗물의 양을 결정하므로 하층의 생태조건에 영향을 준다.
  - 돌출층(emergent layer): 임관층보다 높은 소수의 나무들이 임관 밖으로 튀어나와 형성하는, 열대우림에서만 나타나는 층.
  - 임관층(canopy layer): 삼림 또는 소림의 가장 높은 층으로, 그 숲의 가장 높은 나무들의 수관에 의해 임관(숲의 지붕)이 형성된다.
  - 아교목층(low-tree layer): 관목층 이상 임관층 이하의 층. 하목층(understory)이라고도 한다.
- 관목층(shrub layer): 높이 1.5 미터-5 미터 식물들의 층. 어린 교목들도 이 층에 속한다. 높이에 따라 제1관목층(낮음)과 제2관목층(높음)으로 나뉠 수 있다. 다량의 수분을 필요로 하는 선태층에 비해 관목층은 약간의 수분과 햇빛밖에 필요로 하지 않는다. 관목층의 식물은 교목층의 임관에 의해 감소된 양의 광선만을 받게 되며, 따라서 그늘을 좋아하거나 강한 햇볕에 약한 식물이 많다. 삼림의 경계지대의 관목층은 방풍림 역할을 하여 삼림토양의 건조화를 막는다.
- 초본층(herbaceous layer): 지피식물을 비롯한 풀류로 이루어진 층. 초본층 식물은 그 키가 커봤자 1.5 미터를 넘지 못한다. 초본층을 이루는 식물에는 초본식물, 벼과식물, 아관목(지중식물, 반지중식물, 한해살이 식물, 지표식물), 어린 관목 등이 속한다. 초원은 초본층과 그 아래 선태층으로만 이루어진 생태계라고 할 수 있다.
- 임상층(forest floor)
  - 선태층(moss layer): 높이 0.15 미터 이하의 식물들의 층. 선태류나 지의류, 민꽃식물들의 층이라 할 수 있다. 숲의 땅바닥은 죽은 동식물(동물 시체, 낙엽, 나뭇가지, 목피 등)으로 덮여 있다. 이 선태층과 깊이 수 센티미터의 표토층에 무수히 많은 세균, 진균, 조류 등 미생물이 서식하면서 죽은 동식물을 분해한다. 분해된 동식물의 사체는 표토 속에 섞여 흙으로 돌아간다.
  - 근권층(root layer): 식물의 뿌리가 미치는 지하공간. 뿌리 및 유사기관(땅속줄기, 알뿌리, 덩이줄기)들로 이루어져 있다.

## 같이 보기
- 우림

## 참고 자료
- H. Dierschke: plantssoziologie. Ulmer, Stuttgart, 1994. ISBN 3-8252-8078-0
- C. S. Elton: Animal Ecology. Sidgwick & Jackson, London, 1927.
- M. Schaefer: Wörterbuch of the Ökologie. Spektrum, Jena, 1992. ISBN 3-8252-0430-8